# Quercus pungens
Quercus pungens är en bokväxtart som beskrevs av Frederik Michael Liebmann. Quercus pungens ingår i släktet ekar, och familjen bokväxter. Inga underarter finns listade i Catalogue of Life.

## Bildgalleri

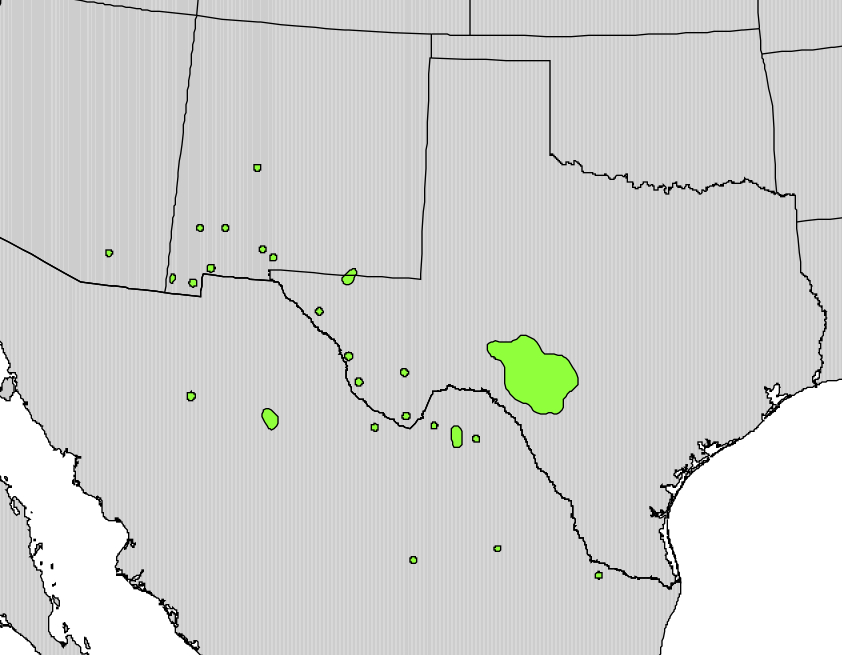